# Ninguém Vai Calar Meu Canto
Ninguém Vai Calar o meu Canto é o vigésimo quarto álbum da cantora Shirley Carvalhaes, lançado pela gravadora Franc Records em 2000.

## Faixas
1. Fala que Eu te Escuto (Wanderly Macedo) - 05:13
2. Mãos Ungidas (Rozeane Ribeiro) - 03:47
3. Todo Poderoso (Fabiano Barcellos) - 04:03
4. Situações (Wanderly Macedo) - 04:21
5. Só o Senhor é Deus (Rozeane Ribeiro) - 03:58
6. Ninguém Vai Calar o meu Canto (Wanderly Macedo) - 04:33
7. O Fogo Vai Queimar (Fabiano Barcellos) - 04:28
8. Felicidade (Wanderly Macedo) - 04:25
9. Bençãos em suas Mãos (Valdeci Aguiar) - 03:46
10. Torre Forte (Elisrael) - 03:16
11. Vem Recomeçar (Shirley Carvalhaes/Elisrael) - 04:06
12. Prova de Amor (Waguinho/Magrão) - 04:08

## Créditos
- Produção Geral: Franc Records
- Produção Executiva: José Antônio
- Produção Musical: Merewilton Lages
- Coordenação de Produção: Marcelino (Tempus)
- Assistente de Produção: Anderson Sant'anna
- Fotos, Programação Visual e Fotolitos: Digital Design Studio

Nas faixas 1, 2, 5, 7, 8, 10, 11 e 12:
- Arranjos e Regência: Merewilton Lages
- Gravado e Mixado no Impressão Digital Recording Studios - RJ
- Engenheiro de Som: Marcos Sabóia
- Técnicos: Daniel Falconnier e Vânius
- Auxiliar: Fábio Roberto e Gustavo
- Masterização: Toney Fontes e Marcelo Victor
- Pianos: Merewilton Lages
- Teclados: Derek e Merewilton
- Bateria: Wagner Carvalho (Waguinho)
- Baixo: Davi de Moura
- Guitarra Base: Marcelo Magrão
- Guitarra Solo: Marcelo Magrão e Merewilton Lages
- Violões Base e Solo: Merewilton
- Percussão: Wagner Carvalho (Waguinho)
- Acordeon: Agostinho Silva
- Pandeiro e Triângulo: Merewilton Lages
- Sax Alto: Marcos Bonfim
- Sax Tenor: Bonfim
- Trumpetes: Marlon
- Trombone: Roby
- Violinos: Paulo Florêncio, Maria Claudia, Paulo Torres, Silvanira, Maria Cristina, Betina, Priscila e Consula
- Violas: Rubens Farias e Aldo Melani
- Cellos: Romildo e Thomas
- Background Vocals: Marlon, Raquel Mello e Willian Nascimento
- Arranjos Cordas: Dony Taylor e Merewilton Lages
- Copistas: Rubens e Oliver Rufinus
- Violinos Gravados no Estrela da Manhã Recording Studios (Curitiba-PR)
- Técnicos: João Iensen e Daniel Iensen

Nas faixas 3, 4, 6 e 9:
- Produção, Arranjos e Regência: Melk Carvalhêdo
- Bateria: Albino Infantozzi
- Baixo: Davi de Moura
- Violões: Melk
- Guitarra: Paulinho Araújo
- Teclados: Misael Passos Jr. (Misa Jr.)
- Violinos: Paulo Torres, Paulo Sampaio, Silvanira, Alexandre Brasolim, Maria Claudia, Cristina, Conde e Atlei
- Violas: Rubens e Aldo
- Cellos: Romildo e Thomas
- Back Vocal: Ezequias, Andréa Cris e Kenedy
- Sax Soprano: Sérgio Rocha
- Gravado nos estúdios: Gravodisc (SP), 43 (SP), Multimix (PR) e Estrela da Manhã (PR)
- Mixagem: Estúdio Estrela da Manhã, por Adilson Krüger e Melk Carvalhêdo
- Técnicos de Gravação: Adilson Krüger, João Iensen e Adilson Campos